# Hellmalerei
Als Hellmalerei wird eine Richtung der Malerei bezeichnet. Sie gründet sich auf die Beobachtung, dass die zu malenden Objekte in freier Natur viel heller und lichtreicher erscheinen, als im Atelier.
Hellmalerei steht im Gegensatz zu der Ateliermalerei und bezieht sich, anders als die Freilichtmalerei, nicht ausschließlich auf die künstlerische Erfassung von Landschaften. Ihre Grundbedingung ist aber das Naturstudium im Freien. Sie wurde seit dem Ende der 1870er Jahre zuerst in Paris ausgebildet. Der Begriff Hellmalerei erhält historisch darüber hinaus eine besondere Bedeutung, da sie im Sinne der Aufklärung Licht ins Dunkel bringen sollte. Quasi einen modernen Geist zu visualisieren vermochte.
Ihre ersten Vertreter in Frankreich sind Jules Bastien-Lepage, Léon Augustin Lhermitte, Giuseppe De Nittis, Stevens, in Deutschland Fritz von Uhde und Walther Firle.

Beispiele
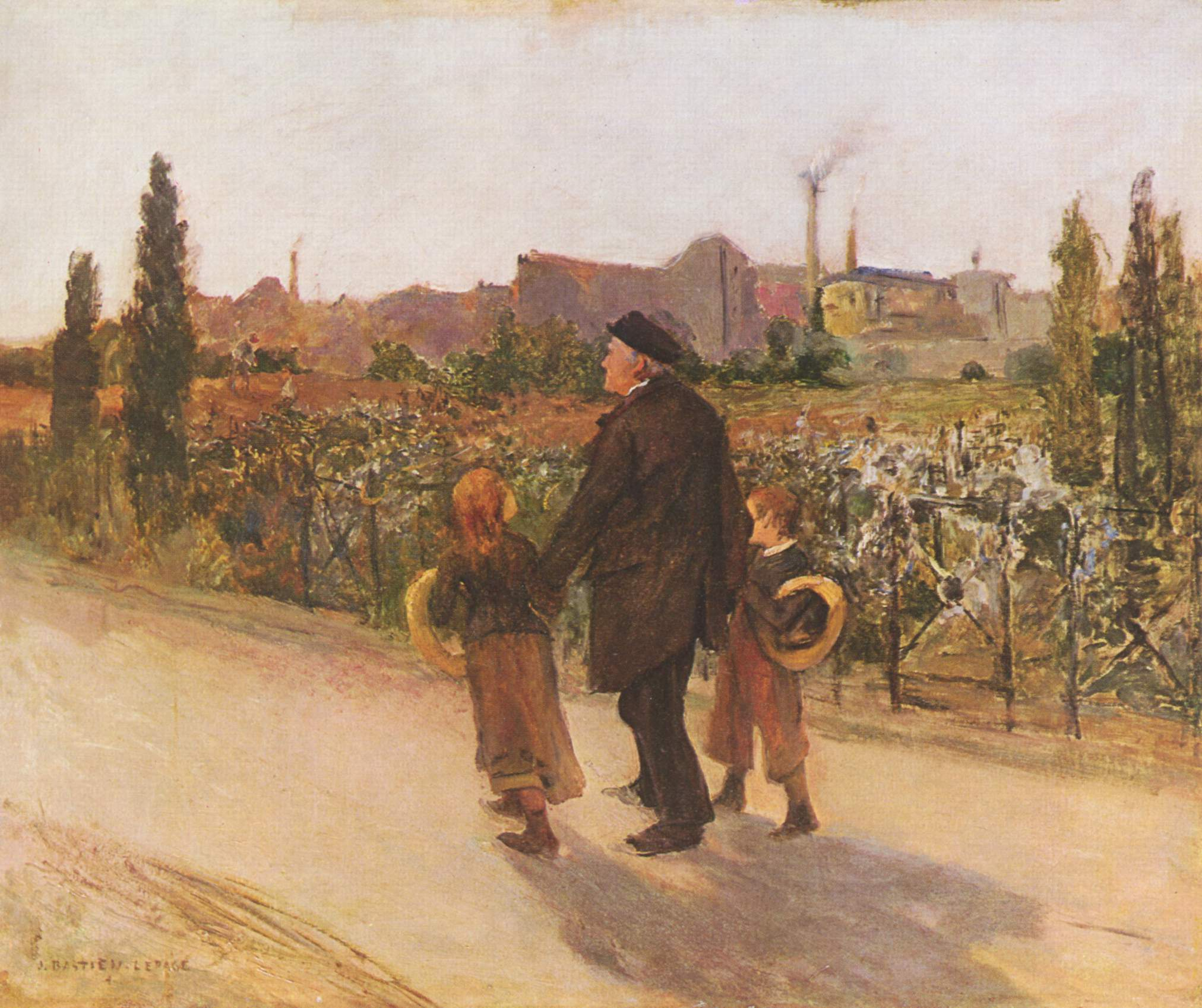
Jules Bastien-Lepage: Le jour des morts (1882)
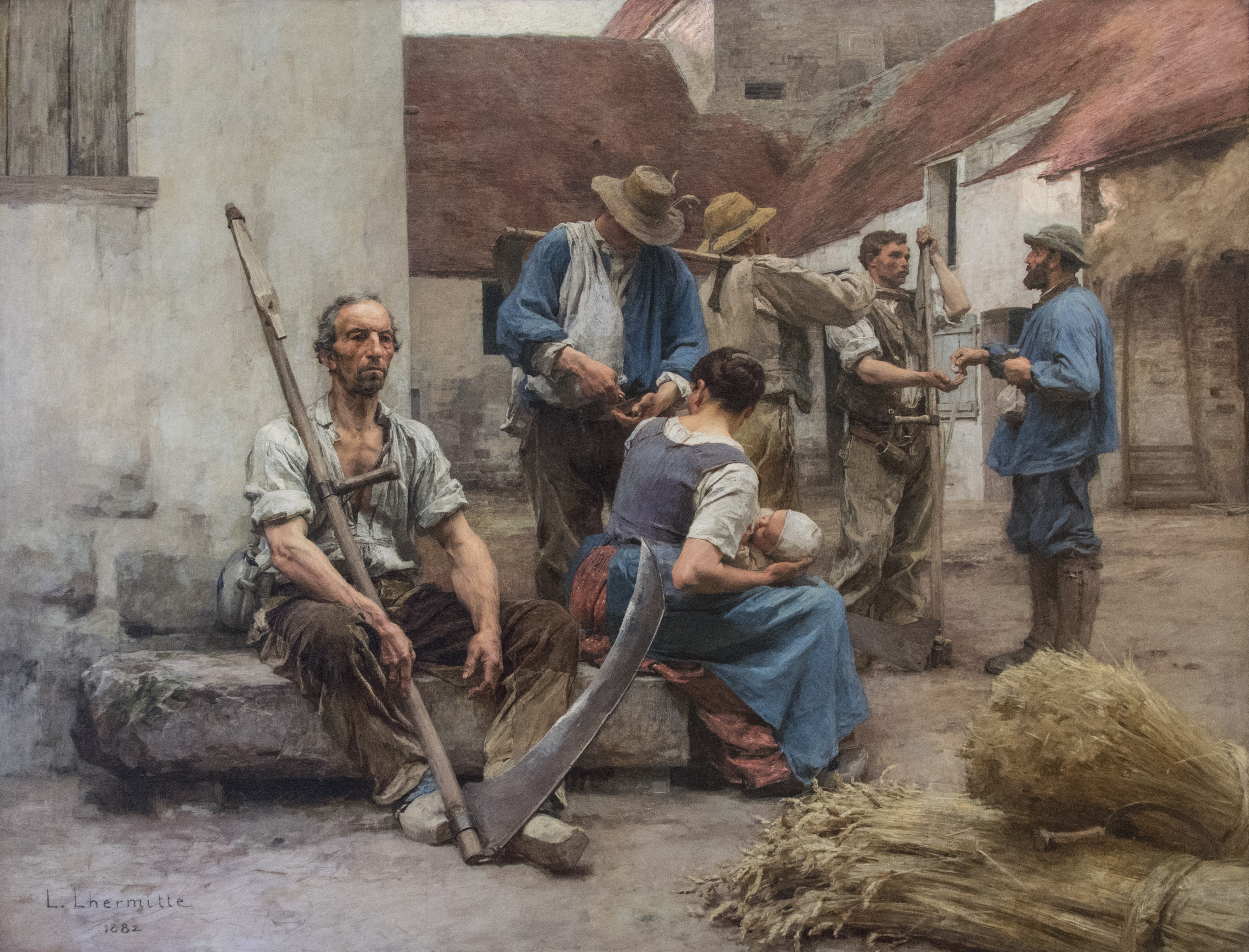
Léon Augustin Lhermitte: La paye des moissonneurs (1882)
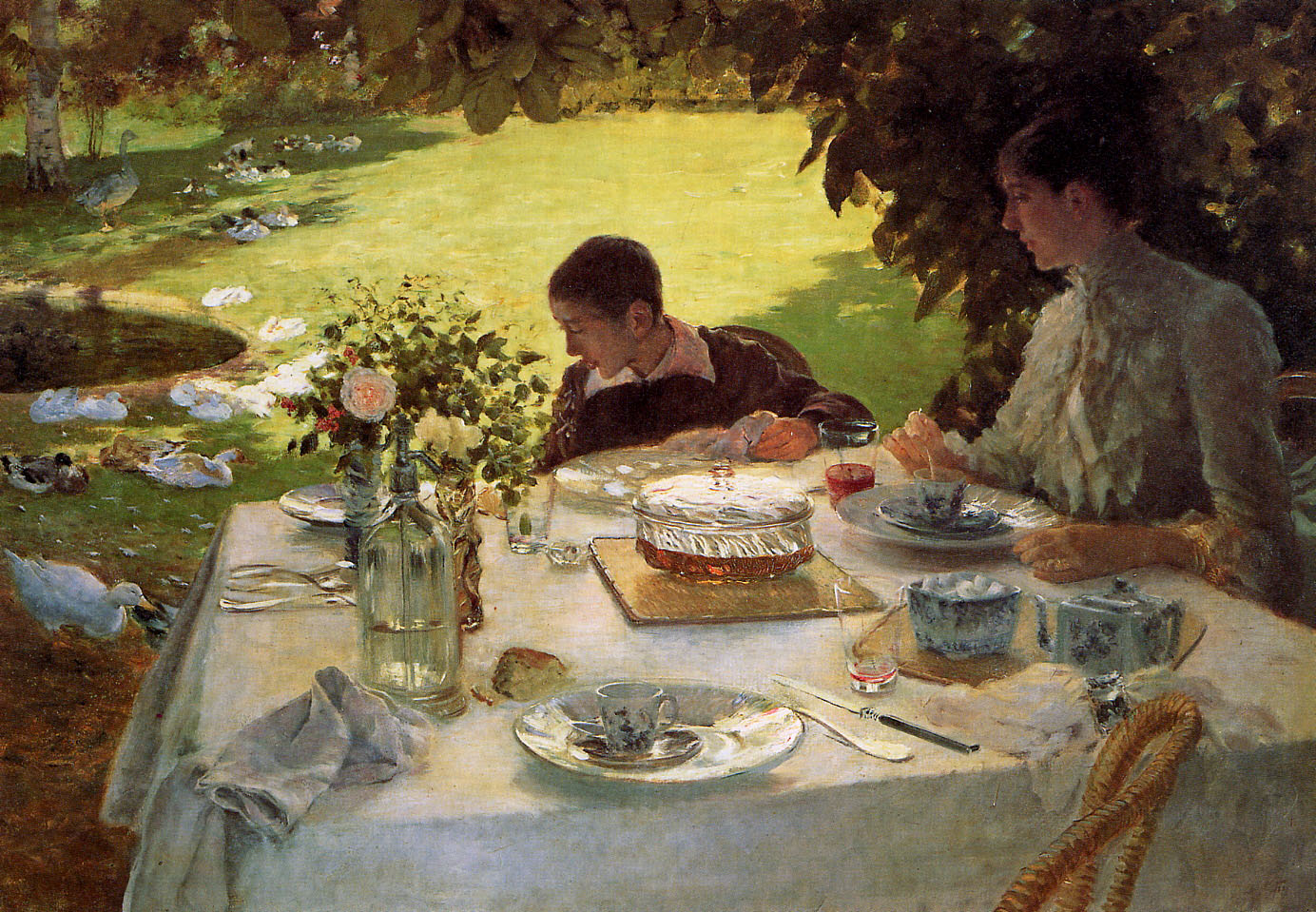
Giuseppe De Nittis: Colazione in giardino (1883)
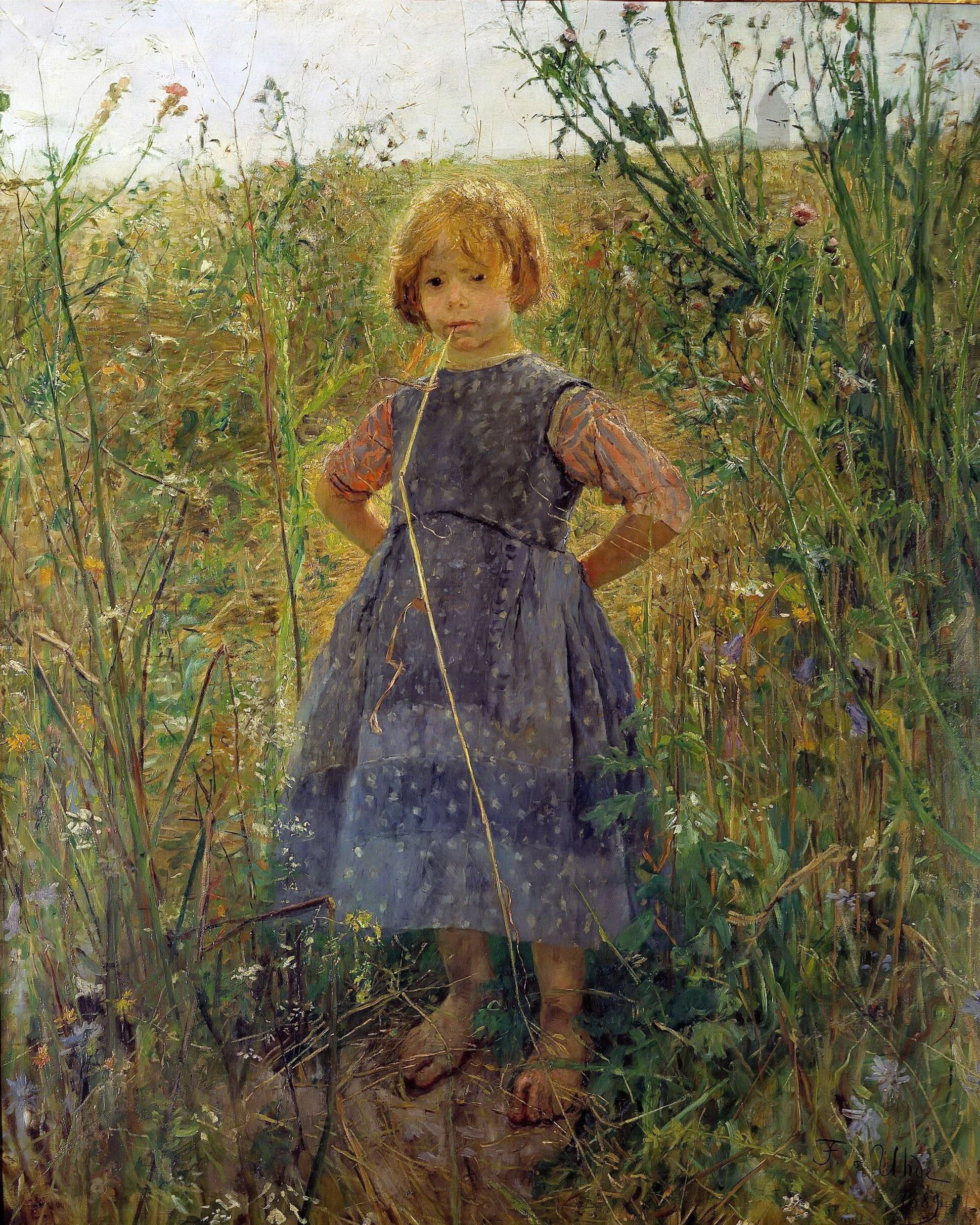
Fritz von Uhde: Heideprinzesschen (1889)
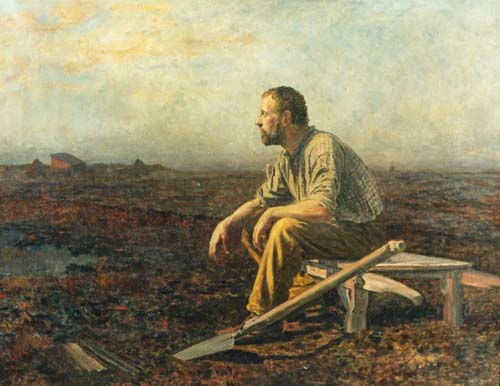
Walther Firle: Torfstecher